# Manso
Manso nel medioevo indicava la quantità di terreno o podere lavorato dai componenti di una famiglia con un solo paio di buoi. Al manso era annessa anche la casa colonica. I coloni – servi, semiliberi, liberi – erano chiamati dominicales, tributarii, ingenuiles, serviles, vestiti, inhabitati secondo la loro posizione giuridica davanti al padrone.

## Etimologia
Il termine deriva dal latino mānsu(m), participio passato di manēre ("restare, dimorare") significa "luogo di sosta" ed è voce dotta derivante da mansione(m), "dimora", da cui "magione".

## Organizzazione ed estensione
Fino a circa l'VIII secolo, il "manso longobardo", secondo la definizione di Leicht, era molto esteso, con dimensioni impressionanti che non si troveranno nei secoli successivi, comprese fra i 10 e i 75 iugeri (da 2,5 ha a circa 18,75 ha), organizzato come un podere retto da un titolare — servo, e qualche volta libero — affiancato da servi domestici, a lui necessari per coltivare un'azienda dalle dimensioni cospicue.
Tuttavia, almeno dalla metà del secolo IX, nel X, XI e XII il manso muterà estensione. Culminando il processo di riduzione dell'area poderale dovuto all'insediamento nella media e alta pianura fino alla collina, le dimensioni del manso saranno comprese orientativamente fra i 4 e i 24 iugeri: tali mansi venivano considerati nel 1099 aziende poderali di notevole ampiezza.
Nell'area alpina orientale (Tirolo) il riferimento al manso sopravvisse ben oltre il medioevo, e di questo termine rimane tuttora traccia nell'istituto giuridico del "maso chiuso".